# 埃里克·佩尔松 (足球运动员)
埃里克·佩尔松（瑞典語：Erik Persson，1909年11月19日—1989年2月1日），瑞典前男子足球运动员，司职前锋。他曾代表瑞典国家队参加1936年夏季奥林匹克运动会和1938年国际足联世界杯。